# 鴛鴦炒飯

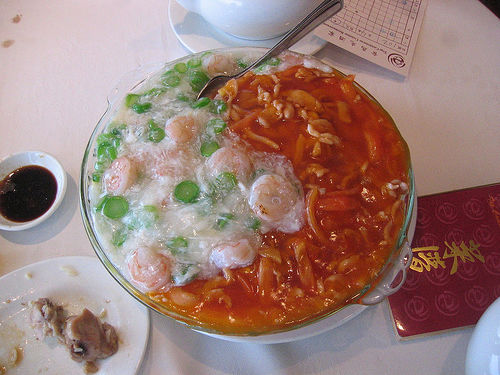
酒樓的鴛鴦炒飯

鴛鴦炒飯是香港的一款炒飯，是以中式的材料和烹調方法，配以西式的醬汁製成，具有香港中西文化匯聚的特色。鴛鴦炒飯在香港和澳門的茶餐廳、酒樓及港式快餐店是常見的食品。

## 材料
鴛鴦炒飯的「鴛鴦」是指一碟炒飯分別使用兩種不同的材料，其中紅色的一邊是洋蔥、雞肉配茄汁，而白色的另一邊是海鮮（通常是蝦仁或加配魚柳）配港式白汁，醬汁下的米飯是蛋炒飯。
香港的酒樓常會把鴛鴦做成太極樣式，因此又名「太極鴛鴦飯」，而其他食肆為簡化工序，提高上菜效率，通常把鴛鴦做成中間分中的對稱形態。除了最常見的紅白鴛鴦炒飯外，也有使用其他醬汁如黑椒汁的變湊版。

## 文化
因為廣東文化中的「鴛鴦」具有一雙一對的含義，所以鴛鴦炒飯成為了香港酒樓婚宴的常見菜式。

## 外部連結
- 飲食新起點﹕有營鴛鴦飯，鴛鴦炒飯食譜。

 维基共享资源上的相關多媒體資源：鴛鴦炒飯